# Habit (película de 1997)
Habit es una película de terror sobre vampiros estrenada en 1997 escrita, dirigida y protagonizada por Larry Fessenden. Recibió críticas favorables en los festivales de cine de Chicago y Los Ángeles. Es un remake de una anterior película de Fessenden del mismo nombre del año 1985. Habit recibió cuatro nominaciones a los Premios Independent Spirit, de las cuales ganó dos.

## Argumento
Sam es un bohemio artista autodestructivo de Nueva York que acaba de perder a su padre y a su novia. En una fiesta de Halloween conoce a una misteriosa mujer andrógina llamada Anna. Comienza una relación fetichista con ella, pero al poco tiempo sufre síntomas de pérdida de sangre y más tarde se da cuenta de que Anna es un vampiro.